# Raggtjärnen
Raggtjärnen är en sjö i Söderhamns kommun i Hälsingland och ingår i Nianån-Norralaåns kustområde. Sjön har en area på 0,0673 kvadratkilometer och ligger 61 meter över havet.

## Delavrinningsområde
Raggtjärnen ingår i det delavrinningsområde (681185-156379) som SMHI kallar för Utloppet av Losesjön. Medelhöjden är 46 meter över havet och ytan är 10,71 kvadratkilometer. Räknas de 5 avrinningsområdena uppströms in blir den ackumulerade arean 32,73 kvadratkilometer. Avrinningsområdets utflöde Höljån mynnar i havet. Avrinningsområdet består mestadels av skog (73 procent). Avrinningsområdet har 1,96 kvadratkilometer vattenytor vilket ger det en sjöprocent på 18,3 procent.